# Apanteles phtorimoeae
Apanteles phtorimoeae är en stekelart som beskrevs av Jean Risbec 1951. Apanteles phtorimoeae ingår i släktet Apanteles och familjen bracksteklar. Inga underarter finns listade i Catalogue of Life.